# Mahmúd Kendúz
Mahmúd Kendúz (El Harrach, 1953. február 24. – ) algériai válogatott labdarúgó.

## Pályafutása

### Klubcsapatban
1975 és 1984 között a Hussein Dey csapatában játszott. Az 1984–85-ös szezonban Franciaországban az FC Martigues játékosa volt. 1985 és 1987 között az El Biar együttesében játszott.  

### A válogatottban
1977 és 1986 között 69 alkalommal szerepelt az algériai válogatottban és 4 gólt szerzett. Részt vett az 1980. évi nyári olimpiai játékokon, az 1982-es és az 1986-os világbajnokságon, az 1980-as, az 1984-es és az 1986-os afrikai nemzetek kupáján.

## Sikerei, díjai
Algéria
- Afrikai nemzetek kupája döntős (1): 1980